# David Hearn
David Hearn (nascido em 17 de junho de 1979) é um golfista profissional canadense que joga no PGA Tour e já jogou no Web.com Tour, PGA Tour Canada e Asian Tour.
Tornou-se profissional em 2001 e irá representar o Canadá no jogo por tacadas individual masculino do golfe nos Jogos Olímpicos de Verão de 2016, no Rio de Janeiro, Brasil.